# Uta M. Feser
Uta Maria Feser (* 11. Juli 1959 in Nürnberg) ist eine deutsche Wirtschaftswissenschaftlerin und Hochschullehrerin. Seit 2000 ist sie Professorin für Gesundheitsmanagement an der Hochschule Neu-Ulm (HNU) und seit 2006 deren Präsidentin.

## Leben
Uta M. Feser absolvierte im Jahr 1978 ihr Abitur am Melanchthon-Gymnasium in Nürnberg. Sie studierte Wirtschafts- und Sozialpädagogik an der Universität Erlangen-Nürnberg und schloss dort ihre Ausbildung als Diplom-Handelslehrerin ab. Nach ihrer Promotion zur Dr. rer. pol. war sie von 1989 bis 1995 als Akademische Rätin am Lehrstuhl für Allgemeine Versicherungs- und Bankbetriebswirtschaftslehre der Universität Erlangen-Nürnberg tätig. Anschließend war sie bis 1997 Leiterin der betriebswirtschaftlichen Abteilung sowie im Controlling der Europäischen Klinik Treuhand und Management-AG (EKT AG) in Henfenfeld und von 1997 bis 2000 Teamleiterin Klinikmanagement bei Rödl & Partner.
In den Jahren 2000 bis 2006 war Feser Professorin für Gesundheitsmanagement und wissenschaftliche Leiterin des MBA-Postgraduiertenstudiengangs „BWL für Ärztinnen und Ärzte“ an der Hochschule Neu-Ulm. Außerdem war sie an der Universität Ulm als Lehrbeauftragte für Gesundheitsökonomie und Krankenhausmanagement tätig.
Uta M. Feser übernahm am 15. März 2006 das Präsidentenamt der Hochschule Neu-Ulm. Im Dezember 2020 wurde sie vom Hochschulrat für eine vierte Amtsperiode wiedergewählt, und sie wird die Leitung der Hochschule bis zum 28. Februar 2026 fortführen.
Anfang 2016 wurde Feser im Hochschulzentrum Vöhlinschloss in Illertissen zur neuen Vorsitzenden des Hochschulverbundes „Hochschule Bayern e. V.“ gewählt, dessen Vorstand sie bereits seit 2012 vier Jahre lang als stellvertretende Vorsitzende angehört hatte.

## Auszeichnungen
Am 27. Juni 2018 wurde Uta M. Feser mit dem Bayerischen Verdienstorden geehrt.

## Veröffentlichungen
- Berufsausbildung im Bankgewerbe: 100 Jahre Ausbildung zum Bankkaufmann, Lang, Frankfurt am Main 1990, ISBN 3-631-42381-0[7]
- Weitere Publikationen sind auf ihrer Profilseite auf hnu.de abrufbar.